# Fogaskerekű vasút
Fogaskerekű vasút je ozubnicová dráha v Budapešti. Je provozována budapešťským dopravním podnikem BKV.
Dráha byla otevřena v roce 1874. Vede ze stanice Városmajor na vrch Széchenyi hegy v Budínských vrších. Původně byla provozována jako parní, od roku 1929 je elektrifikovaná stejnosměrným proudem o napětí 550 V, od rekonstrukce v roce 1973 zvýšeným na 1500 V. Je plánováno její prodloužení o tři stanice do stanice Normafa.
Ve stanici Széchenyi-hegy lze přestoupit na dětskou železnici procházející dále Budínskými vrchy.

Ozubnicová dráha v Budapešti
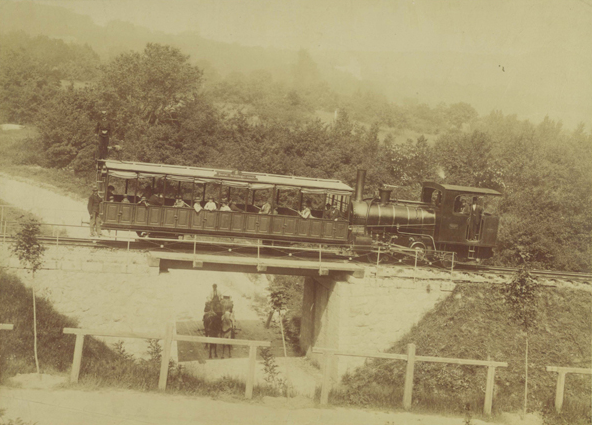
Parní provoz
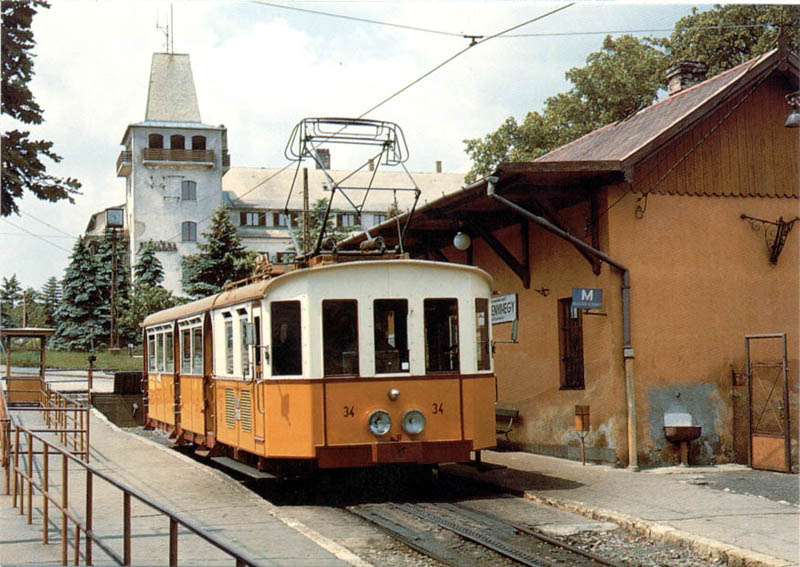
Původní elektrická souprava